# Peros Blancos
Peros Blancos es una variedad cultivar de manzano (Malus domestica). Esta manzana es originaria de Galicia, está cultivada en la colección de árboles frutales y banco de germoplasma de Mabegondo con el Nº 360; ejemplares procedentes de esquejes localizados en Magazos (Lugo).

## Sinónimos
- "Manzana Peros Blancos".[4][5]

## Características
El manzano de la variedad 'Peros Blancos' tiene un vigor elevado. Tamaño grande y porte erguido.
Época de inicio de brotación a partir del 27 de abril y de floración a partir de 10 mayo.
Las hojas tienen una longitud del limbo de tamaño largo, con la máxima anchura del limbo ancha. Longitud de las estípulas media y la máxima anchura de las estípulas es media. Denticulación del borde del limbo es serrado, con la forma del ápice del limbo acuminado y la forma de la base del limbo es obtuso. Con subestípulas ausentes.
Sus flores tienen una longitud de los pétalos media, anchura de los pétalos es media, disposición de los pétalos libres entre sí, con una longitud del pedúnculo larga.
La variedad de manzana 'Peros Blancos' tiene un fruto de tamaño medio, de forma globosa, de color amarillo, sin chapa. Epidermis de textura suave sin pruina en su superficie, y con presencia de cera nula. Sensibilidad al "russeting" (pardeamiento áspero superficial que presentan algunas variedades) muy poco sensible. Con lenticelas de tamaño pequeño.
Los sépalos están dispuestos de forma erecta, superpuestos en su base; fosa calicina muy profunda de una anchura media. Pedúnculo de grosor medio y de longitud media, siendo la cavidad peduncular profunda y ancha. Con pulpa de color blanca, de firmeza es firme y textura crocante; su jugosidad es jugosa con sabor de acidez media, dulzor bajo, poco aroma.
Época de maduración y recolección a partir del 22 de octubre. 'Peros Blancos' es una manzana dedicada a la producción de sidra.

## Susceptibilidades
- Oidio: ataque débil
- Moteado: no presenta
- Raíces aéreas: ataque débil
- Momificado: no presenta
- Pulgón lanígero: ataque medio
- Pulgón verde: ataque débil
- Araña roja: no presenta
- Chancro: no presenta[3]